# Абрамов Костянтин Миколайович
Костянти́н Микола́йович Абра́мов (8 травня 1912 — 21 липня 1998)  — радянський воєначальник, генерал-полковник (25.10.1967), Герой Радянського Союзу (29.08.1939).

## Життєпис
Народився у місті Санкт-Петербург, Росія, в робітничій сім'ї. Росіянин. Закінчив школу і 1 курс вечірнього автотранспортного інституту. Працював фрезерувальником.
У лавах РСЧА з 1930 року. Член ВКП(б) з 1931 року. У 1933 році закінчив Орловську бронетанкову школу. Військову службу проходив на посадах командира взводу і командира роти в Ленінградському військовому окрузі. З 1937 року продовжував службу у Забайкальському військовому окрузі на посадах командира роти 7-ї моторизованої бригади і помічника начальника штабу цієї ж бригади. З січня 1939 року — командир танкового батальйону 11-ї танкової бригади.
З 19 червня по 30 серпня 1939 року майор К. М. Абрамов брав участь у боях з японськими військами на річці Халхин-Гол. 2-й танковий батальйон 11-ї танкової бригади 1-ї армійської групи під його командуванням особливо відзначився у боях з супротивником.
У 1941 році закінчив Військову академію механізації і моторизації РСЧА імені Й. В. Сталіна.
Учасник німецько-радянської війни з 1941 по 1943 роки на Західному і Калінінському фронтах: у 1941 році — заступник командира 27-ї танкової бригади; з 1 січня 1942 року — командир 70-ї танкової бригади. У січні 1943 року був важко поранений під Сичовкою, тривалий час лікувався у шпиталі. З 1943 року полковник К. М. Абрамов — начальник навчального бронетанкового центру.
У 1948 році закінчив Вищу військову академію імені К. Є. Ворошилова. Проходив військову службу на командних посадах: з 31.05.1954 року — генерал-майор танкових військ; з 09.05.1961 року — генерал-лейтенант.
З 1965 по 1986 роки — начальник Військової академії тилу і транспорту. У 1987 році вийшов у відставку. Похований на Серафимівському кладовищі Санкт-Петербурга.

## Нагороди
Указом Президії Верховної Ради СРСР від 29 серпня 1939 року майору Абрамову Костянтину Миколайовичу присвоєне звання Героя Радянського Союзу з врученням ордена Леніна. Після встановлення особливої відзнаки — медалі «Золота Зірка», отримав нагороду за № 128.
Нагороджений трьома орденами Леніна (29.08.1939, 1956, 1967), трьома орденами Червоного Прапора (30.03.1943, 27.09.1944, 15.11.1950), орденом Вітчизняної війни 1-го ступеня (11.03.1985), двома орденами Червоної Зірки (06.11.1945, …), орденами «За службу Батьківщині у Збройних Силах СРСР» 2-го (1982) та 3-го (1975) ступенів, медалями та іноземними нагородами.
Указом Президента РФ від 25 квітня 1995 року № 413 «за відзнаку у керівництві військами під час проведення бойових операцій під час Великої Вітчизняної війни 1941—1945 років» генерал-полковник у відставці Костянтин Миколайович Абрамов нагороджений орденом Жукова, йому вручено знак цього ордена за № 1.